# ليه ميلر
ليه ميلر (بالإنجليزية: Les Miller)‏ (30 مارس 1911 المملكة المتحدة - 1 يناير 1959) هو لاعب كرة قدم بريطاني سابق كان يلعب كمهاجم.

## روابط خارجية
- ليه ميلر على موقع قاعدة بيانات كرة القدم.إي يو (الإنجليزية)